# Woźniczna
Woźniczna – wieś w Polsce, położona w województwie małopolskim, w powiecie tarnowskim, w gminie Pleśna.

## Toponimia
Wieś pierwotnie zwana Cło (od myta na rzece Biała). W XVI w. występowała pod nazwą Woźniczna Góra.

## Położenie
Miejscowość leży na prawym brzegu Białej między Pleśną, a Świebodzinem; w okolicy Słonej Góry, w północnej części Pogórza Ciężkowickiego. Położona jest około 10 km na południe od Tarnowa.
Według spisu powszechnego w roku 2011 Woźniczną zamieszkiwały 422 osoby; 52,1% mieszkańców stanowili mężczyźni, 47,9% to kobiety. 65,9% mieszkańców miejscowości było w wieku produkcyjnym.
Powierzchnia sołectwa wynosi 2,72 km², co stanowi 3% powierzchni gminy. W Woźnicznej przeważają gleby klasy IV. Duże rozdrobnienie gruntów spowodowało, że we wsi funkcjonują małe, najwyżej kilkuhektarowe gospodarstwa rolne. Prowadzą produkcję roślinną na potrzeby własne oraz uprawę owoców i warzyw. Wschodnią część wsi zajmuje duży kompleks leśny. Lesistość sołectwa wynosi 37,8%.
W latach 1975–1998 miejscowość administracyjnie należała do województwa tarnowskiego.

## Części wsi
| SIMC    | Nazwa    | Rodzaj    |
| ------- | -------- | --------- |
| 0827449 | Zawodzie | część wsi |

## Historia
Pierwsza wzmianka pochodzi z 1418 roku. Właścicielem wsi był Mikołaj z Woźnicznej. W 1467 roku należała do Dobiesława z Łowczówka, który posiadał w niej dwór z folwarkiem i młyn na Cle. Niewielka osada Cło położona była nad rzeką Biała przy granicy Woźnicznej z Pleśną. Pobierane były w niej opłaty za przewóz przez Białą. W pobliżu stała karczma. Być może właśnie od tego przewozu wzięła się nazwa miejscowości.
W drugiej połowie XIX w. połowa wsi należała do Leopolda Dietla a druga była w rękach spółki żydowskiej.

## Zabytki
Obiekty wpisane do rejestru zabytków nieruchomych województwa małopolskiego.
- Cmentarz wojenny nr 177
- Cmentarz wojenny nr 178
- Cmentarz wojenny nr 179

## Galeria zdjęć

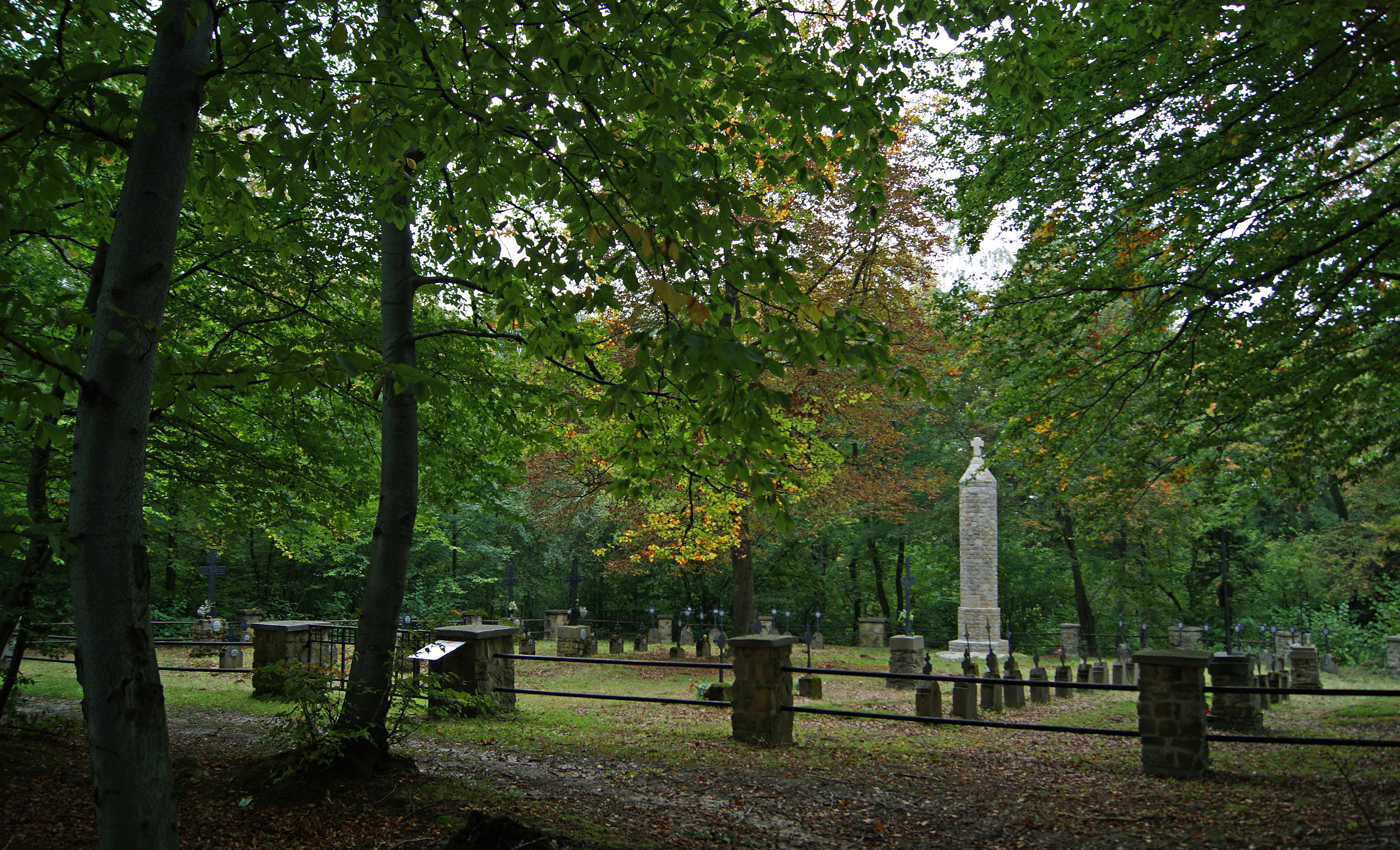
Cmentarz wojenny nr 177
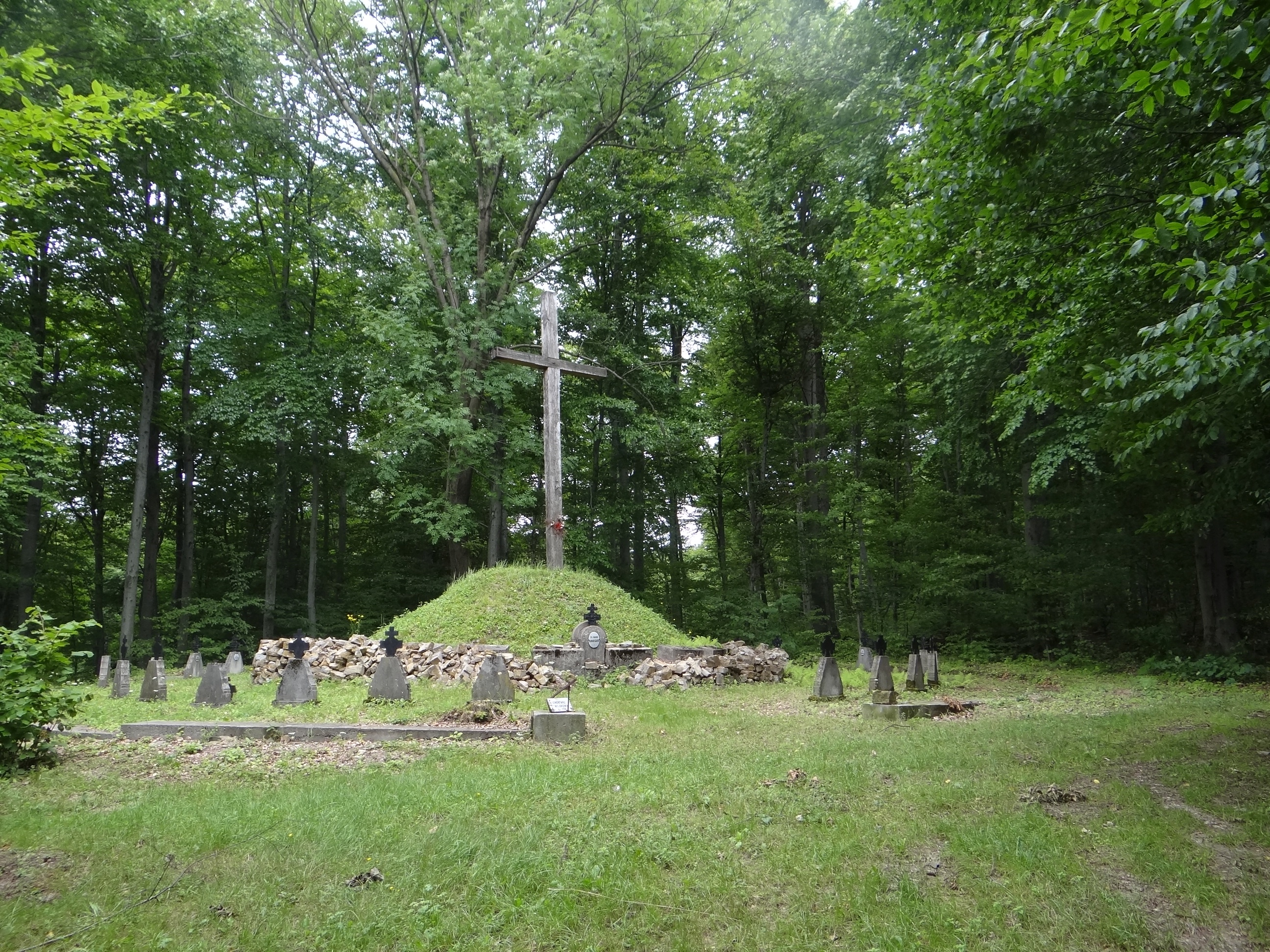
Cmentarz wojenny nr 178
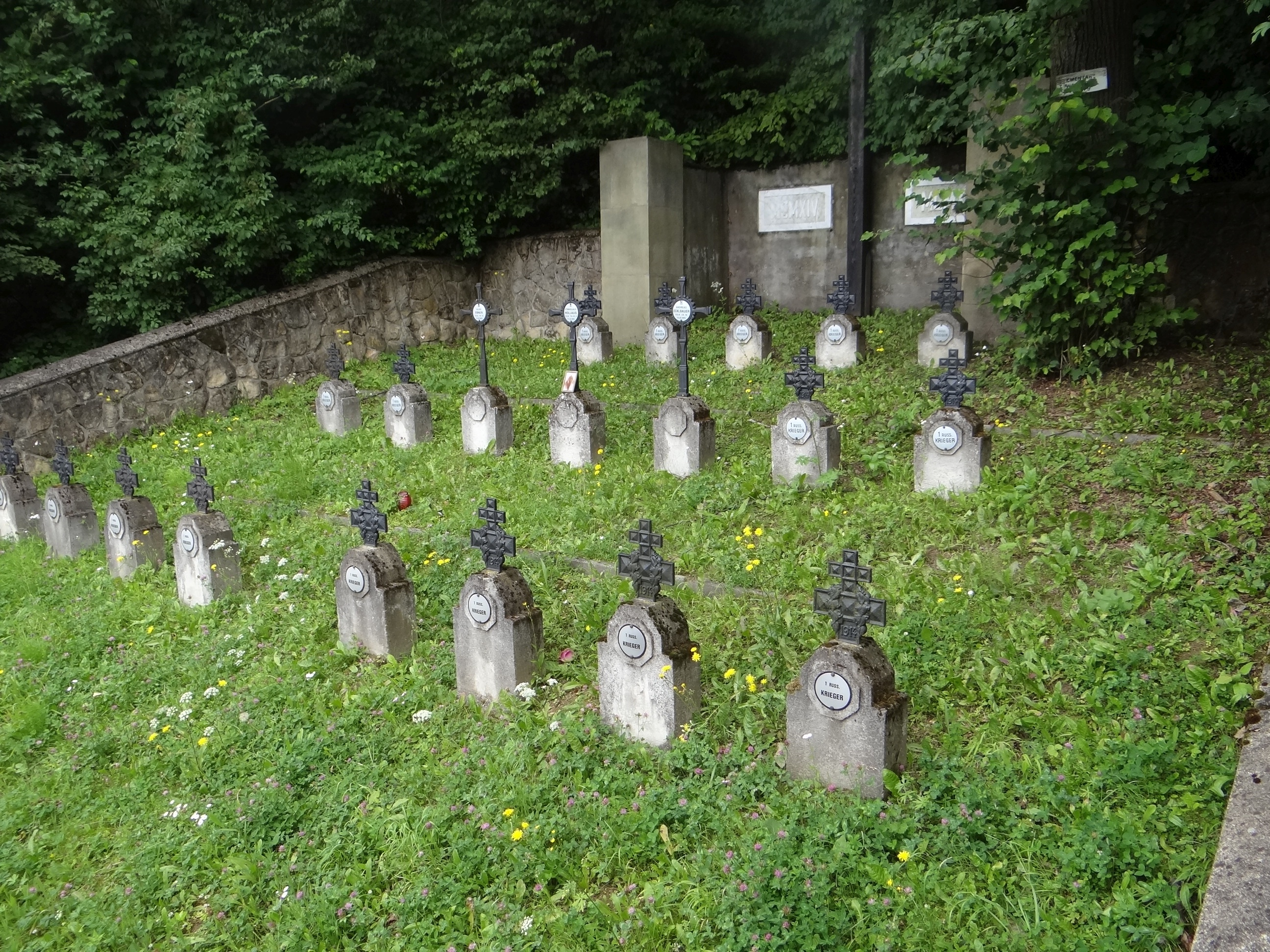
Cmentarz wojenny nr 179